# La Brillanne
La Brillanne é uma comuna francesa na região administrativa da Provença-Alpes-Costa Azul, no departamento dos Alpes da Alta Provença. Estende-se por uma área de 7,22 km². Em 2010 a comuna tinha 1 152 habitantes (densidade: 159,6 hab./km²).